# سویوز تی‌ام‌ای
 سویوز تی‌ام‌ای (به روسی: Союз MTA) جزو آخرین نسخه‌های فضاپیمای سایوز است. سویوز توسط سازمان فضایی فدرال روسیه برای مقاصد حمل فضانوردان ب فضا بکار می‌رود. مدل تی‌ام‌ای دارای کابین خلبان شیشه‌ای است و نسبت به مدل‌های پیشین٬ به‌سفارش و پیشنهاد ناسا تغییر یافته تا برای به‌خدمت‌گیری در ایستگاه فضایی بین‌المللی بکار برده‌شود.

## طراحی
سایوز شامل سه بخش است (از جلو به عقب):
- ماژول مداری کروی.
- کپسول ورود دوباره آیرودینامیکی کوچک.
- ماژول سرویس استوانه‌ای با پانل‌های خورشیدی متصل به آن.